# Евлахов, Анатолий Сергеевич
Анатолий Сергеевич Евлахов (р. 14 апреля 1981, г. Керчь) — украинский общественный деятель и политик. Народный депутат VIII созыва, 207 одномандатный избирательный округ на Черниговской области, Блок Петра Порошенко.
25 декабря 2018 года включён в санкционный список России.

## Образование
В 1998 г. окончил ООСШ № 2 г. Алушта.
В 2002 г. окончил Киевский национальный экономический университет, получил диплом магистра с финансов.

## Трудовая деятельность
Трудовую деятельность начал в 2003 году, работал на руководящих должностях в банковских учреждениях и на производственных предприятиях.
с 2014 по 2019 — Народный депутат VIII созыва.

## Семья
Женат, вместе с женой Еленой воспитывает двух сыновей.

## Благотворительная деятельность
Соучредитель Благотворительного фонда «Славянский», который финансирует борьбу с онкозаболеваниями, а также оказывает материальную помощь детским учебным заведениям. 
Партнер Всеукраинской литературной премии «Выбор детей» конкурса Коронация слова, учредитель региональной премии для школьников «Образованные дети - успешная страна».  